# جنجی کوهان
جنجی کوهان (انگلیسی: Jenji Kohan؛ زادهٔ ۵ ژوئیهٔ ۱۹۶۹) یک نویسنده، تهیه‌کننده و مدیر تلویزیون اهل ایالات متحده آمریکا است. وی از سال ۱۹۹۴ میلادی تاکنون مشغول فعالیت بوده‌است. وی خالق مجموعه‌های ویدز و نارنجی سیاه جدید است می‌باشد. او هفت جایزه جایزهٔ امی را دریافت کرده‌است که یکی از آنها را به عنوان ناظر تولید سری کمدی Tracey Takes On … دریافت کرده‌است.

## زندگی اولیه
کوهان در لس آنجلس کالیفرنیا، فرزندِ ریا کوهان (آرنولد)، نویسنده، تهیه‌کننده، آلن و. باز کوهان، آهنگساز، متولد شد. کوهان دارای دو برادر بزرگتر، دوقلو جونو و دیوید است. او از یک خانواده تجاری نشان می‌دهد؛ بویز یک نویسنده تلویزیونی برنده جایزه امی است و دیوید یک تولیدکننده تلویزیونی برنده جایزه امی است.
کوهان می‌گوید که «باز» «پادشاه تلویزیون‌های مختلف در روز خود»، نوشتن و تولید اسکار و سایر نمایش‌های مختلف است. او گفت که او «بسیار پرکار، بسیار خنده دار و صنعتگر نیز هست». کوهان فکر می‌کند که «بسیاری از گوش من برای گفتگو از مادرم می‌آید»، که نویسنده بود. او در بورلی هیلز، کالیفرنیا بزرگ شد. او برای اولین بار به دانشگاه برندایس رفت، اما بعد از آن به عنوان دانشجوی سال دوم به دانشگاه کلمبیا منتقل شد. وی نهایتاً از دانشگاه کلمبیا در سال ۱۹۹۱ فارغ‌التحصیل شد.

## حرفه

### در آغاز کار
در آغاز او یک دوست پسر سابق از کالج به او گفت که او "شانس بیشتری برای انتخاب شدن در کنگره نسبت به دریافت کارکنان یک نمایش تلویزیونی" دارد. او بعداً می‌گوید که این "چیز عالی ای بود که او می‌توانست بگوید، چون کل کار من است،" خب، شما را سرزنش می‌کنم ". او همچنین اظهار داشت:" ما شکسته‌ایم و سپس شروع به نوشتن کردم. من همه را ترک کردم شغل منحصر به فرد من، و من با یک دوست که در سانتا کروز زندگی می‌کردم نقل مکان کردم و هر روز ما به این کافی شاپ‌ها در سانتا کروز می‌رفتیم و من در اسکریپت‌های ویژه کار می‌کردم و این فیلم‌ها را که من از تلویزیون پخش کرده بودم مطالعه می‌کردم رزین و سینفلد و سیمپسونها. آنچه اتفاق افتاد اتفاق افتاد: پدرم خواهر من در یک ساختمان با یک عامل کار می‌کرد و اسکریپتهایش را در یک آسانسور به من داد و آن‌ها را خواند و من بهار را به نمایش گذاشتم؛ و از آنجا بیرون آمد و من هرگز کار را متوقف نکردم. "
اولین نمایش Kohan شاهزاده تازه ای از Bel-Air بود، که Kohan گفت، "ورودی خشن" برای کسب و کار بود، چرا که او تنها زن در اتاق نوشتار بود. او در دوران حرفه او، برای برادرش در Will & Grace کار کرد. او در مورد تفاوت بین حرفه او و برادرش گفت: "دیوید مسیر بزرگ، تجاری، خنده دار را گرفته؛ من همیشه کمی تیره تر بودم و در داخل سیستم فوق العاده نبودم. من مجبور بودم راه خودم را بسازم "

### علف‌های هرز
کوهان خالق، تهیه‌کننده اجرایی، تهیه‌کننده و نویسنده اصلی کمدی و نمایشنامه‌های Showtime بود که با مریم لوئیز پارکر بازی کرد. او خلبان را به Showtime با پنج کلمه فروخت: «حومه شهر، خانه‌دار، کاردانی، مادرم». این نمایش برای هشت فصل اجرا شد.

### نارنجی جدید سیاه است

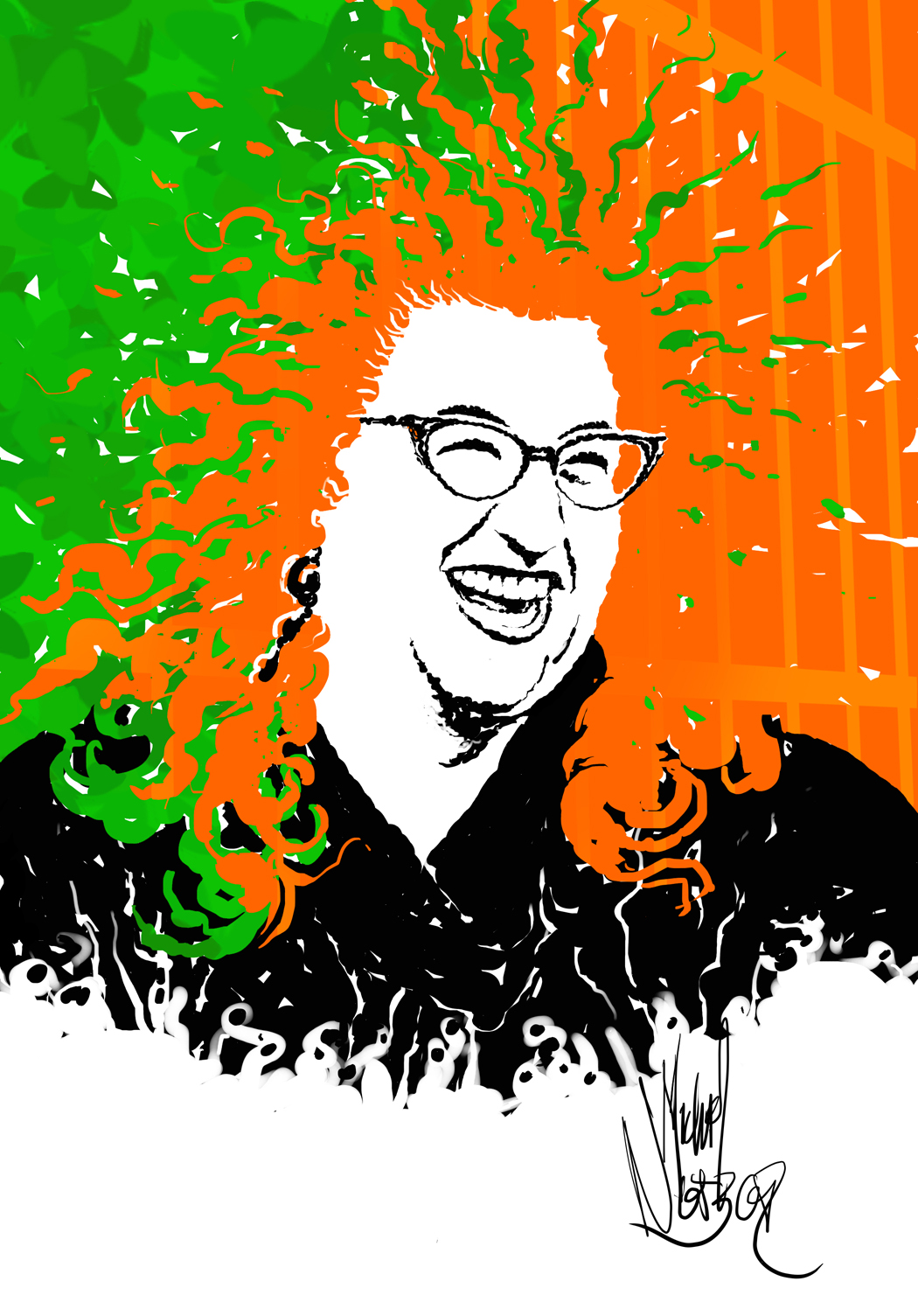

کوهان خالق نارنجی نت‌فلیکس است که جدید سیاه و سفید است ، اقتباس شده‌است که توسط خاطرات Piper کرمان از تجربه خود را در یک زندان از زنان حداقل امنیت الهام گرفته شده‌است. چرا که نت‌فلیکس را انتخاب کرد: «من آن را به اچ‌بی‌او، شوتایم و نت‌فلیکس بردم؛ و بزرگترین چیزی که در مورد رفتن به نت‌فلیکس بود این بود که من آن را در اتاق قرار دادم و آنها ۱۳ قسمت را بدون یک خلبان این معجزه آسا است. این رؤیای هر روحانی است که فقط به سری می‌پیوندد و این ایمان را در کار شما قرار می‌دهد. آنها حمل و نقل کامل را انجام دادند. آنها تازه بودند، آنها ساده بودند، دوست داشتنی بودند، در مورد آن مشتاق بودند؛ و من عاشق بودن در مرز جدید هستم. من عاشق اولین بار از دروازه هستم، واقعاً واقعاً سرگرم‌کننده است، زیرا فکر می‌کنم آینده در بسیاری از راه‌ها است، از اینکه مردم چگونه رسانه‌ها را مصرف می‌کنند، و عالی است که در آنجا حضور داشته باشند زود.»
در استراتژی خود برای پرورش جهان با یک بازیگر با استعداد و غریب متنوع: "شما می‌دانید، این شرم آور بودن ثروت بود. شما این استعداد بزرگ را که عموماً برای نقش‌های دیداری بسیار محدود استفاده می‌کنید، اما آنها خیلی خوب هستند و قادر به اجازه دادن به آنها و انعطاف و درخشش آنقدر هیجان انگیز است. من این نوارهای شنیداری را می‌گیرم و فقط یک بار پس از دیگری، خیلی خوب بود، بنابراین ما شروع به ایجاد شخصیت‌های بیشتری کردیم، زیرا ما می‌خواستیم از بیشتر دخترانی که در آن دیدیم استفاده کنیم فقط چند بازیگر برجسته لاتینا و بازیگر سیاهپوست وجود داشت که فرصت این کار را نداشتند، مخصوصا در نیویورک، که به سبب چهره‌ها و استعدادها، یک استخر تازه برای من بود. همانطور که گفتم، این خجالت زده از ثروت بود و ما واقعاً مردم شگفت انگیز داشتیم. "
کوهان اتاق نوشتن خود را برای نارنجی از لس آنجلس اجرا می‌کند، در حالی که فیلم‌های نمایش در نیویورک. «اگرچه او به‌طور معمول پرواز می‌کند تا برای قسمت‌های اول و آخر تنظیم شود، این فاصله کنترل شخصیت خود را توصیف کرده‌است تا یک برنامه بازنشستگی و یک عادت عادی» را با خانواده اش حفظ کند.
نت‌فلیکس، به عنوان یک مدل توزیع سرویس پخش جریان از محتوای تلویزیون و فیلم، منحصر به فرد است که اطلاعات رتبه‌بندی را ارائه نمی‌دهد، بنابراین کوهان نمره دقیق را برای نارنجی مد جدید است نمی‌داند ، که به عنوان سری اصلی دیده می‌شود نت‌فلیکس، در یک مدل توزیع جدید که در طی نمایش کامل نمایش‌هایی که به‌طور همزمان در دسترس قرار می‌گیرد، مشاهده می‌شود.

### پروژه‌های دیگر

#### تولید
Kohan یک قرارداد کلی با Lionsgate TV دارد.
در دسامبر ۲۰۱۳، او در حال کار بر روی یک سری جدید در مورد جادوگران در سالم برای HBO است که تحت معامله کلی او با Lionsgate است.
در تعریف خود از Showrunner در Orange: "من اتاق اداری را اجرا می‌کنم، در اتاق ویرایشم نهایتاً برش می‌گیرم، کلیه رولینگ، کمد لباس، مجموعه‌ها را تصویب می‌کنم … یکی از مهارتهای عالی من، استخدام افرادی است که واقعاً خوب هستند مشاغل خود و بیشتر به آنها اجازه می‌دهد تا آنها را انجام دهند. "

#### تئاتر هوروث
Kohan مالکیت تئاتر تاریخی هوروث است "یک ساختمان استعماری اسپانیایی به نام پس از بازیگر زن ریتا هوروث [که] چندین بار هویت خود را از زمانی که در سال ۱۹۲۶ در بلوار ویلیشایر در نزدیکی پارک مک آرتور" افتتاح شده‌است. " Kohan در حال برنامه‌ریزی برای استفاده از طبقه دوم به عنوان دفاتر تولید برای نویسندگان و سردبیران در تلویزیون خود را نشان می‌دهد.

## جوایز و نامزدها
کوهن هفت جایزه نامزدی جایزه امی را دریافت کرده و به عنوان نظارت بر تولیدکننده Tracey Takes On … دریافت کرده‌است. او در سال ۱۹۹۶ جایزه CableACE را برای کار خود در این نمایشگاه به اشتراک گذاشت. او اولین نامزد خود را برای علف‌های هرز نشان در سال ۲۰۰۹ خود برای سری کمدی کمدی دریافت کرد. او در سال ۲۰۰۷ جایزه جوایز تولیدکننده جوایز آمریکا و دو جوایز جوایز جوایز جوایز آمریکا را نامزد کرد.
در سال ۲۰۱۴، کوهن یکی از ۱۰۰ نفری که بیشترین نفوذ را داشت، نامگذاری شد. در سال ۲۰۱۴، نارنجی جدید سیاه برای ۱۲ امیون نامزد شده‌است.

## زندگی شخصی
کوهان با کریستوفر نکسون، نویسنده و روزنامه‌نگار آزاد، ازدواج کرده‌است. آنها سه فرزند دارند، پسر چارلی، دختر الیزا، و پسر جوان اسکار. آنها در بخش لوس فلیز لس آنجلس، کالیفرنیا زندگی می‌کنند. Kohan و خانواده اش یهودی هستند؛ آنها به دو کنیسه و یک گروه چووره تعلق دارند و فرزندان او در مدرسهٔ یهودی و اردوگاه تابستانی شرکت می‌کنند. هر جمعه، Kohan و خانواده اش، شام شب بخیر می‌زنند.
او توضیح می‌دهد که قفل رنگی روشن آن، رنگی روشن و رنگارنگ Kohan توسط یک خبرنگار هالیوود مورد بحث و بررسی قرار گرفت، راه را برای کمی سرگرم‌کننده با دانه‌های آینده است. همان‌طور که مادر او یک بار توصیه: اگر شما نمی‌توانید آن را حل کنید، آن را تزئین کنید؛ بنابراین هر سه تا شش هفته، او به یک صندلی در سالن بلوار هالیوود راه می‌یابد و به آرایشگر خود اجازه می‌دهد لورن خلاق باشد. "

## فیلمنامه
- ۱۹۹۴: پرنس تازه Bel Air - نویسنده (قسمت ۱، "توقف را در نام عشق")
- ۱۹۹۶: بوستون مشترک - نویسنده (۱ قسمت، "روابط احمق ها")
- 1996-1999: Tracey Takes On ... - نویسنده (۱۸ قسمت)؛ سازنده / تولیدکننده نظارت (۴۷ قسمت)
- ۱۹۹۷: دیوانه دربارهٔ شما - تولیدکننده، نویسنده (۱ قسمت، "The Recital")، نوشته شده توسط اعتبار (۱ قسمت، "طالع بینی")
- ۱۹۹۸: جنسیت و شهر - داستان (قسمت ۱، "قدرت جنسیت زن")
- 2000: Gilmore Girls - تولیدکننده (۱۲ قسمت)، نویسنده (قسمت ۱، "بوسه و تلخ")
- 2002: Will & Grace - نویسنده (قسمت ۱، جذابیت Fagel)
- ۲۰۰۲: زندگی شگفت‌انگیز من (فیلم تلویزیونی) - نویسنده، تهیه‌کننده اجرایی
- 2004: The Stones - نویسنده، تهیه‌کننده اجرایی
- ۲۰۰۵–۲۰۱۲: علف‌های هرز - خالق، نویسنده، تهیه‌کننده اجرایی (۱۰۲ قسمت)
- ۲۰۰۹: راونا و بورلی (فیلم تلویزیونی) - نویسنده، تهیه‌کننده اجرایی
- ۲۰۱۰: تجارت سخت (فیلم تلویزیونی) - خالق، نویسنده، تهیه‌کننده اجرایی
- 2013-present: Orange New Black - خالق، نویسنده، تهیه‌کننده اجرایی